# Григорий (Маркопулос)
Митрополи́т Григорий (греч. Μητροπολίτης Γρηγόριος, в миру Димитриос Маркопулос, греч. Δημήτριος Μαρκόπουλος; род. 1970, Пирей) — епископ греческой православной старостильной юрисдикции ИПЦ Греции (Синод Хризостома); митрополит Фессалоникийский (с 2015).

## Биография
Родился в 1970 году в городе-спутнике Афин — Пирее, в семье Панаги и Марии Маркопулос и с детства принадлежал к структуре «флоринитского» Синода Церкви ИПХ Греции.
Окончил художественную школу, а позднее Ризарийскую богословскую школу в Афинах и богословский институт Афинского университета (отделение пастырского богословия).
В 1989 году был пострижен в монашество с Покровском монастыре близ селения Айос-Стефанос в Аттике с наречением имени Григорий, в честь святителя Григория Богослова.
В 1989 году митрополитом Ахарнонским и Нэа Ионийским Афанасием (Хараламбидисом) был хиротонисан во иеродиакона, а в 1994 году архиепископом Афинским и всея Эллады Хризостомом (Киусисом) хиротонисан во иеромонаха и проходил приходское служение в афинском старостильном храме святой Екатерины и в Благовещенском храме деревни Пери Фивская.
В августе 1999 года был хиротонисан во епископа Христианупольского, а с октября 2003 года являлся местоблюстителем митрополии Серронской и Восточной Македонии и Фракии.
В октябре 2015 года избран митрополитом Фессалоникийским.